# La Castellana
La Castellana ist eine Gemeinde in der Provinz Negros Occidental auf der Insel Negros auf den Philippinen. Sie hat 74.855 Einwohner (Zensus 1. August 2015), die in 13 Barangays leben. Sie gehört zur ersten Einkommensklasse der Gemeinden auf den Philippinen und wird als partiell urbanisiert beschrieben.
Sie liegt ca. 67 km südöstlich von Bacolod City. Die Reisezeit beträgt ca. 90 Minuten mit dem Bus oder Jeepney. Ihre Nachbargemeinden sind La Carlota City, im Norden, Guihulngan City, Canlaon City in der Provinz Negros Oriental im Osten, Moises Padilla und Isabela bilden die südliche Grenze, Hinigaran und Pontevedra liegen westlich der Gemeinde. Die Topographie der Gemeinde wird als gebirgig beschrieben, die Gemeinde liegt am Vulkan Kanlaon. 
Der Eingang zum Mount Kanlaon Natural Park befindet sich am Administration Center auf dem Gebiet der Gemeinde. Die Tulo-Tulo Grotte liegt im Barangay Cabacungan, in ihr befinden sich Quellen, deren Wasser für die Bewässerung Verwendung findet. Die beeindruckenden Mandayao-Zwillingswasserfälle haben eine Höhe von ca. 140 Metern und liegen am Kanlaon. Die Mandayao-Muschel-Höhle hat eine kathedralenartige Grotte, deren Stalaktiten leuchten im Dunkeln und bieten ein beeindruckendes Lichtschauspiel über dem kleinen See, der sich in der Grotte befindet. 

## Barangays
| - Biaknabato - Cabacungan - Cabagnaan - Camandag - Lalagsan | - Manghanoy - Mansalanao - Masulog - Nato - Puso | - Robles (Pob.) - Sag-Ang - Talaptap |